# Augusto de Vasconcelos
Pour les articles homonymes, voir De Vasconcelos.
Augusto César de Almeida de Vasconcelos Correia, plus connu sous le nom de Augusto de Vasconcelos (auˈɡuʃtu dɨ vaʃkõˈsɛluʃ), GCSE, né le 24 septembre 1867 à Lisbonne et mort le 27 septembre 1951 dans la même ville, est un médecin, homme d'État et diplomate portugais.

## Carrière
Il est diplômé de l'École médico-chirurgicale de Lisbonne, en 1891, il y a également enseigné, avant de devenir professeur de la Faculté de médecine de l'Université de Lisbonne.
Républicain depuis sa jeunesse, il est ministre des Affaires étrangères du premier gouvernement constitutionnel de la Première République portugaise, dont le Premier ministre est João Pinheiro Chagas. Il succède à Chagas en tant que Premier ministre dans un autre gouvernement républicain, au pouvoir à partir du 11 novembre 1911 au 4 juin 1912, conjointement avec le poste de ministre des Affaires étrangères. Il est de nouveau ministre des Affaires étrangères du 16 juin 1912 au 9 janvier 1913.
Plus tard, il est ministre plénipotentiaire à Madrid (1913-1914) et à Londres (1914-1919), au cours de la Première Guerre mondiale, dont le Portugal y entre en 1916 aux côtés de la Triple-Entente. Par la suite il dirige la délégation portugaise à la Conférence de la Paix, à Paris, en 1919.
Après cela il se concentre sur la diplomatie, au service de la Société des Nations comme représentant du Portugal. Il aide à résoudre des conflits internationaux, comme la guerre du Chaco entre la Bolivie et le Paraguay en 1935. En 1926, il occupe le poste de président de l'Assemblée générale de la Société des Nations.

## Décorations
Il reçoit la grand-croix de l'ordre de Santiago, de l'ordre d'Isabelle la Catholique, de l'ordre de la Couronne de Belgique, des deux ordres du mérite du Chili et du Pérou et de grand officier de la Légion d'honneur.
- Grand-croix de l'ordre d'Isabelle la Catholique
- Grand-croix de l'ordre du Mérite du Chili
- Grand officier de la Légion d'honneur
- Grand-croix de l'ordre de la Couronne